# Rebelj
Rebelj (Servisch cyrillisch Ребељ) is een plaats in de Servische gemeente Valjevo. De plaats telt 136 inwoners (2002).